# Cú vọ phương Bắc
Cú vọ phương Bắc (danh pháp hai phần: Ninox japonica) là một loài chim trong họ Strigidae.
Cú vọ phương Bắc được tìm thấy ở miền đông nước Nga (Ussuriland), Bắc Triều Tiên, Hàn Quốc, miền bắc và miền trung Trung Quốc và Nhật Bản.